# أجيال مسروقة

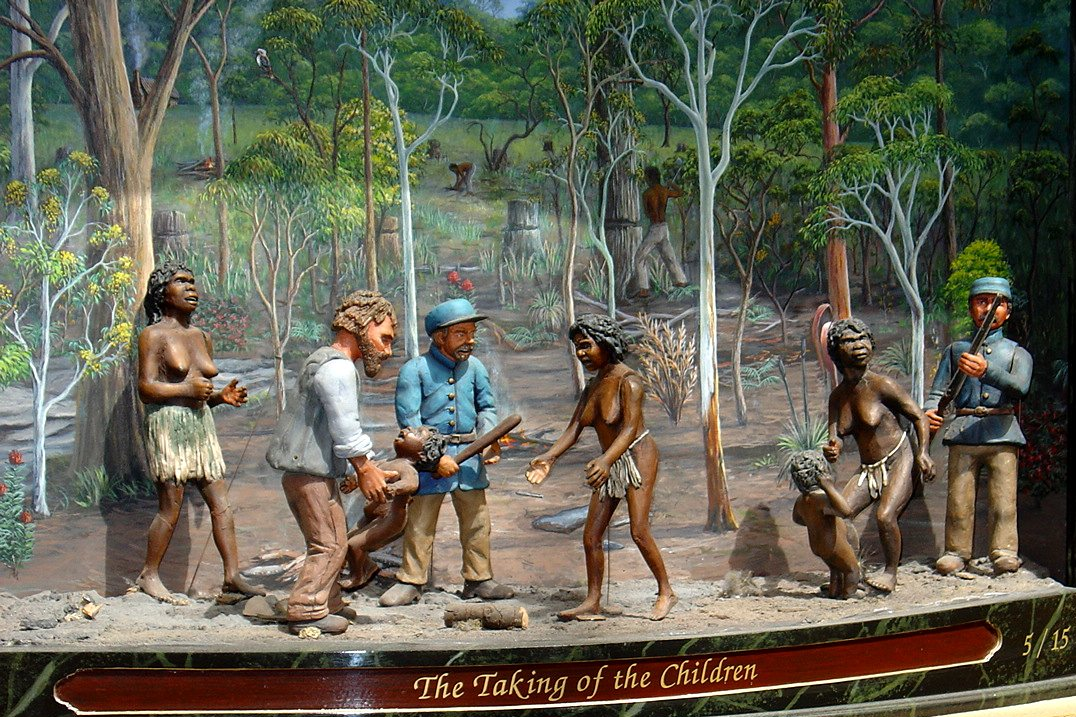

الأجيال المسروقة ويعرفون أيضا بالأطفال المسروقين، هم أبناء السكان الأصليين لإستراليا، وسكان جزر مضيق توريس، الذين انتزعوا من عائلاتهم من قبل وكالات الحكومة الفيدرالية الإسترالية والبعثات التبشيرية من الكنيسة؛ تحت قوانين أقرها البرلمان. عمليات الإبعاد حدثت في الفترة ما بين 1909م و1969م تقريبا، بالرغم من أنه في بعض الأماكن كان لا يزال الأطفال ينتزعون من أهاليهم حتى السبعينيات.
حجم عمليات إبعاد الأطفال، والأسباب وراء هذا الفعل متنازع عليها، الأدلة الوثائقية، مثل: مقالات الصحف والتقارير التي تسلم للمجالس البرلمانية تشير إلى مجموعة من المبررات، تشمل الدوافع الواضحة كحماية الطفل، والمعتقدات التي تعطي سكانها تراجعا كارثيا بعد إتصال البيض بالسود، والخوف من تمازج أجناس السكان الأصليين ذوو الدم الكامل.
كلمات كثيرة مثل (مسروق)، كانت تستخدم للحديث عن أطفال انتزعوا من عائلاتهم، لكن (هون بي ماكغري - عضو البرلمان في نيو ساوث ويلز) اعترض على ذلك، وطالب بتعديل قانون 1915 الخاص بحماية السكان الأصليين، ذلك الذي مكن مجلس حماية السكان الأصليين من انتزاع الأطفال من أهاليهم من دون إثبات بأنهم كانوا يتعرضون بطريقة ما إلى التجاهل أو سوء المعاملة من قبل والديهم، ووصف ماكغري هذه السياسة بـ (سرقة الطفل من والديه). في عام 1924م، ذكر مقال في صحيفة (Adelaide Sun) [قد تبدو كلمة «سرق» غير محتملة قليلا لكم بعد أن سمعنا قصة الأم المفجوعة التي تنتمي للسكان الأصليين، ونحن متأكدون أن هذه الكلمة لن تعتبر غير مناسبة].
كان سكان أستراليا الأصليون محميين في معظم الولايات القضائية، فقد كانوا بشكل فعال تحت وصاية الولاية، كانت تتم الحماية من خلال كل مجلس لحماية السكان الأصليين من كل ولاية قضائية في فيكتوريا وغرب أستراليا كانت هذه المجالس مسؤولة أيضا عن تطبيق ما كان يعرف بقوانين نصف الطائفة. إلا أن الاستعمال الأكثر حداثة للمسمى كان في كتاب بيتر ريد الصادر عام 1981م (الأجيال المسروقة).
طرد أبناء السكان الأصليين وسكان جزر مضيق توريس من 1883-1969م، وصدر تقرير من المجلس الوطني لذلك (أعيدوهم إلى الوطن)، نشرعام 1997م، فزاد الوعي اتجاه هذه الأجيال المسروقة، واتضح قبول هذا المصطلح في أستراليا بصدور اعتذار رسمي إلى الأجيال المسروقة في 13 فبراير 2008م بقيادة كيفن رود رئيس الوزراء أن ذاك، وأقره مجلس البرلمان في أستراليا. لقد قدمت اعتذارات سابقة من قبل حكومات الولايات والأقاليم في الفترة ما بين 1997-2001م. إلا أنه لاتزال هناك معارضة لقبول مسمى (الأجيال المسروقة)؛ وقد تجلى هذا الأمر حين رفض رئيس الوزراء السابق جون هوارد الاعتذار، وتلاه وزراء السكان الأصليين، وسكان جزر مضيق توري، ومن ضمن الذين شككوا في صحة هذا المسمى وزير السكان الأصليين بين عامي 1971-1972م بيتر هدسن، خصوصا ويندشتل وبولت.

## ظهور سياسة إبعاد الأطفال
هناك وجهة نظر تشير إلى أن الغرض من قوانين إبعاد الأطفال (الأصليين) عن والديهم كان بهدف حماية الأطفال أنفسهم، وكان ذلك استجابة من واضعي سياسة الدولة والمسؤلين للحاجة الملحة لحماية هؤلاء الأطفال ذوي الأعراق المختلطة من العنف والإهمال، وكمثال على حالات التخلي عن الأطفال الأعراق المختلطة في عشرينات القرن العشرين؛ أشارت دراسة قام بها (والتر بولدوين سبنسر) أنه أثناء بناء سكة حديد غان، أنه تم التخلي عن العديد من الأطفال ذي الأعراق المختلطة في سن مبكرة دون وجود من يعيلهم. هذا الحدث وغيره حفز الدولة على التحرك لحماية هؤلاء الأطفال.
وأشارت وثائق أخرى تعود إلى القرن التاسع عشر، وإلى أوائل القرن العشرين إلى أن سياسة إبعاد هؤلاء الأطفال عن والديهم تراجع إلى الإعتقاد بإنه جاء نظرا للانخفاض الحاد في عدد السكان الأصليين، وفي ذلك إشارة إلى أنهم سينقرضون تدريجيا، أي أنه لا يمكن للسكان الأصليين المحافظة على نقاء عرقهم، وأن الإنقراض هو مصيرهم الحتمي، وهذا المعتقد يرجح أن حضارة الأوروبيين الشماليين أرقى من حضارة السكان الأصليين نظرا لتقدمها التقنيّ.
يعتبر بعض أتباع هذه المعتقدات أن أي انتشار للأطفال مختلطي النسب (نصف الطوائف) يشكل تهديدا لطبيعة واستقرار الحضارة السائدة، أو إلى التراث الحضاري أو العرقي. مثالا على ذلك: اعتبر حامي الإقليم الشمالي للسكان الأصليين (د.سيسل كوك) أن تزايد عدد أطفال نصف الطوائف مشكلة في حد ذاته، وكان حله المقترح كالتالي: ستكون خصائص السكان الأصليين لأستراليا قد تلاشت مع الجيل الخامس غالبا أو السادس، وسوف تحل مشكلة نصف الطوائف باختفاء العرق الأسود والتغلل السريع لذريتهم في العرق الأبيض.
وبالمثل.. كتب رئيس حامي السكان الأصليين في أستراليا الغربية (أي أو نيفيل) في مقالة لصحيفة غرب أستراليا في عام 1930م: [اقضوا على نقاء العرق الأسود واسمحوا باختلاط العرق الأبيض بنصف الطوائف، ففي النهاية سيكون العرق أبيضا خالصا].

## تنفيذ القانون
سجل أول نظام تشريعي لإبعاد الطفل في قانون حماية السكان الأصليين الفكتوري لعام 1869م. كان المجلس المركزي لحماية السكان الأصليين يطالب بهذه التشريعات منذ العام 1860م، وقد منح إقرار هذا القانون مستعمرة فكتوريا قوة واسعة على السكان الأصليين؛ فقاموا بالإبعاد القسري للأطفال، ولاسيما الفتيات المعرضات للخطر.
وقد طبقت قوانين وتشريعات مماثلة لهذا القانون في الولايات والأقاليم الأخرى بحلول عام 1950م، ونتج عن هذا القانون إبعاد كامل للأطفال عن أبويهم، وممارسة وصاية شاملة على من هم بين 16و21 عاما من قبل حماة السكان الأصليين، ولقد أعطي رجال الشرطة، وموظفين آخرين في الدولة مثل ضباط حماية السكان الأصليين الصلاحيات لإبعاد الأطفال عن أمهاتهم وأهليهم ونقلهم إلى مؤسسات ومنظمات. على إثرذلك تأسست في هذه الولايات والأقاليم الأسترالية منظمات لاستقبال هؤلاء الأطفال في أوائل القرن العشرين، ومن الأمثلة على هذه المؤسسات: مؤسسة (مور ريفر) للسكان الاصليين في أستراليا الغربية، وبعثة (دوماجي) للسكان الأصليين في كوينزلاند، وبعثة (ابينيز) في فيكتوريا، أخيرا بعثة (ميشن فالي) في نيو ساوث ويلز.
ويبقى عدد الأطفال المبعدين غير محدد ومتنازع عليه إلى حد كبير، وكثيرا ما يستشهد بالتقرير الصادر عن مؤسسة إعادة الأطفال إلى منازلهم، حيث يقول: مائة ألف طفل على أقل تقدير تم إبعادهم عن ذويهم، وقد توصلوا إلى هذا الرقم عن طريق ضرب عدد السكان الأصليين في عام 1994م وهو (303000) في أعلى تقدير مقترح من التقرير وهو واحد من ثلاثة، ولكن هذا لم ينص في التقرير الحقيقي الذي يشير إلى أنه مابين واحد من ثلاثة إلى واحد من عشرة تم إبعادهم من الأطفال. ويصعب تقدير الأرقام الحقيقة نظرا لاختلاف عدد السكان على مدى فترة طويلة من الزمن، واختلاف السياسات المتبعة في مختلف الولايات والظروف، وعدم توفر السجلات اللازمة. يقترح المؤرخ الأسترالي روبرت مان بان ما يقارب 20.000 إلى 25.000 طفل قد تم إبعادهم ما بين 1910م و1970م، وذلك استنادا على الإحصاءات المقدمة من المكتب الأسترالي للإحصاءات عام 1994م. وقد شكك بعض الكتاب في صحة هذا الرقم؛ خصوصا ويندشتل.
ونص تقرير مؤسسة إعادة الأطفال إلى منازلهم على التالي: [ولكن، وعلى مستوى البلاد، يمكننا أن نستنتج بأن ما بين واحد إلى ثلاثة ومابين واحد إلى عشرة أطفال أصليين تم إبعادهم قسريا عن ذويهم ومجتمعاتهم في الفترة ما بين 1910م إلى 1970م تقريبا، وقد يزيد الرقم في بعض المناطق وفي بعض الفترات زيادة كبيرة].
ولم تنجو أي عائلة في تلك الفترات من التعرض للإبعاد القسري، يؤكد هذا ممثلو حكومات كوينزلاند وأستراليا الغربية في أدلة لجنة التحقيق. ولقد تأثرت معظم العائلات، وفي مختلف الأجيال بالإبعاد القسري لأحد أو بعض أبنائهم.
قام التقرير عن كثب بدراسة الفرق بين الإبعاد القسري، الإبعاد بالتهديد أو الإكراه، الخداع الرسمي، الإفراج التطوعي الغير معلن والإفراج التطوعي. وأشارت الأدلة أنه في عدد كبير من الحالات كان الأطفال يبعدون بوحشية عن كلا والديهم أو أحدهم، ربما حتى أنه كان يتم إبعادهم مباشرة عقب ولادتهم في المستشفى. كانت قرارات الإبعاد تتخذ غالبا من قبل ضباط حماية السكان الأصليين، وفي بعض الحالات كانت العائلات مكالبة بتوقيع وثيقة رسمية بالتخلي عن رعايتهم لأطفالهم وإسنادها إلى الدولة، ففي أستراليا الغربية أزال قانون السكان الأصليين 1905 الوصاية الرسمية للآباء على أبنائهم وإسندها إلى الدولة، وبذلك تصبح موافقة الوالدين غير ضرورية، وفي عام 1915م في جنوب نيو ويلز قام قانون حماية السكان الأصليين المعدل بإعطاء هيئة حماية السكان الأصليين الصلاحية بإبعاد الأطفال دون الحاجة للإثبات إلى المحكمة بأن هؤلاء الأطفال كانوا مهملين. ولقد زعم الأستاذ (بيتر ريد) بأن الهيئة كانت تكتب بكل بساطة أن سبب الإبعاد هو كون هؤلاء الأطفال من السكان الأصليين، إلا أن عدد الملفات التي تحتوي مثل هذا التعليق لا يتعدى الواحد أو الاثنان. لقد اعترض بعض أعضاء البرلمان على هذا التعديل في ذلك الوقت، وذكر أحدهم أن هذا القانون يتيح للهيئة سرقة الأطفال من والديهم، وقد لمح عضوين آخرين على الأقل أن هذا القانون سيعرض الأطفال إلى استخدامهم في العمل دون مقابل، وبوجه آخر إلى العبودية.
في عام 1911م ورد عن الحامي الرئيس للسكان الأصليين في جنوب أستراليا (ويليام ساوث) أنه قال: [طالبت بصلاحية إبعاد أطفال السكان الأصليين من دون عقد جلسة محكمة لأن المحاكم ترفض في بعض الأحيان قبول حقيقة تعرض الأطفال للإهمال أو الرفض]. وكان ساوث يقول: [يجب أن يعامل كل الأطفال مختلطي العرق كأطفال مهملين]. قيل أن مطالبته لعبت دورا في سن قانون 1911 للسكان الأصليين؛ مما جعله الحامي القانوني لكل طفل من أطفال السكان الأصليين في شمال أستراليا، بما فيهم من يسمون بـ (نصف الطوائف).
كشف تقرير (أعيدوهم إلى منازلهم) أيضا عن حالات تزييف وتحريف رسمي، مثل وصف موظفي حماية السكان الأصليين للأهالي القادرين والعطوفين بأنهم غير قادرين على توفير الرعاية المناسبة لأطفالهم، أو إبلاغ مسؤولو الحكومة الأهالي عن موت أطفالهم، بالرغم من أن هذا لم يكن حقيقيا.
ذكر في رواية مباشرة تشير لأحداث حدثت عام 1935م: [كنت في مكتب البريد برفقة أمي وخالتي (وابن خالتي)، وضعونا في سيارة الشرطة وأخبرونا أنهم سيأخذونا إلى بروم، وضعوا أمهاتنا هناك كذلك، لكن عندما قطعنا مسافة عشر أميال تقريبا (16 كيلومتر) توقفوا، وألقوا بأمهاتنا خارج السيارة، فقفزنا على ظهور أمهاتنا، كنا نبكي، وكنا نحاول أن لا نذهب بعيدا عنهن، لكن رجال الشرطة جذبونا وأعادونا إلى السيارة، دفعوا بأمهاتنا خارجا ومضوا، في حين كنّ أمهاتنا يلحقن بالسيارة، يبكين ويجرين خلفنا، لقد كنا نصرخ في صندوق السيارة الخلفي عندما وصلنا إلى بروم، وضعوني وابن خالتي في سجن بروم، كنا نبلغ من العمر عشرة أعوام فقط، مكثنا في السجن لمدة يومين ننتظر قاربا ينقلنا إلى مدينة بيرث].
ولقد كشف التقرير أن الأطفال المبعدين قد أحيلوا إلى مرافق تديرها منظات دينية أو خيرية، وأن عدد كبيرا منهم، وخصوصا من الفتيات قد تم تبنيهم. وكثيرا ما عوقب هؤلاء الأطفال عند تحدثهم بلغتهم الأم، والقصد من ذلك هو منعهم من الاندماج بثقافتهم والتأكيد على تنشئة الصبية كي يكونوا مزارعين، والفتيات على أن يكن خادمات منزليات، يعمل كثير من الأوربيين في هذا الوقت في مهن مشابهه. إن الجانب المشترك في هذا الإبعاد هو فشل المؤسسات المسؤولة في الحفاظ على السجلات التي توضح نسب الطفل أو بعض التفاصيل، مثل تاريخ أو مكان الولادة كما ذكر في التقرير، وإلى ذلك فقد كانت البنية التحتية لأرساليات المؤسسات الحكومية ومساكن الأطفال فقيرة، والمصادر غير كافية للتنمية والتطوير أو على الأقل توفير اللباس والغداء المناسب. وأشار التقرير أيضا إلى أنه من بين 502 استفاء من المشاهدات 17%من الإناث شهود، وأن 7.7%من الذكور أخبروا عن التعرض لاعتداء جنسي بينما كانوا في المؤسسة، العمل أو مع عائلة المتبني.

## التأثير الإجتماعي على أعضاء الأجيال المسروقة
تم قياس التأثيرات الإجتماعية للنفي القسري، وكانت النتائج مؤلمة جدا، فعلى الرغم من أن الدولة تحاول إعادة المجتمع، ووضعت برنامج لتطوير دمج الناس البدائية داخل المجتمع الحديث، إلا أنه لم يكن هناك تحسن ملموس للوضع الإجتماعي للذين نفوا مقارنة بمن لم ينفوا خاصة في مجالات العمل، والتعليم مابعد الثانوي. فأظهرت الدراسة بشكل ملحوظ ضعف المستوى للتعليم الثانوي بالنسبة السكان الأصليين الذين تم إبعادهم في الماضي، كما أنهم كانوا أكثر عرضة ليكون لديهم سجلات جريمة لدى الشرطة، وأن يكونوا متعاطين للمخدرات سابقا في حياتهم. ولكن ما يميزهم هو امتلاكهم لدخل عالي إلى حد ما، ويعود ذلك على الأرجح إلى تمدن هؤلاء المبعدين، فقد كانت فرصة حصولهم على مصروفات الرعاية أكبر من غيرهم الذين يعيشون في المجتمعات النائية.
من ناحية أخرى فإنه لطالما اعتبر الأطفال المبعدين أكثر عرضة للخطر، سواء كانت حالهم أفضل أو أسوء. ولكن الأمر الذي لا غبار عليه هو التأثيرات الإجتماعية والنفسية السلبية التي خلفها إبعاد الأطفال عن أسرهم، وإن كان هذا المفهوم معترف به الآن إلا أنه كان غير مفهوم لدى السلطات في ذلك الوقت.
كانت الحكومة تطلق سراح الأطفال ببلوغهم سن الثامنة عشرة، وتتيح لم الاطلاع على سجلاتهم الحكومية وفقا لشهادة إحدى السكان الأصليين: [لقد دعيت للحضور في مكاتب (الشمس المشرقة للرعاية) والذي أطلق سراحي منها من قبل وصاية الدولة سابقا، استغرق كبير الموظفين عشرون دقيقة حتى يتمكن من مصارحتي بالأمر الذي طالما وددت أن أعرفه، أني أنتمي إلى السكان الأصليين، وأن لي أما حقيقية، أبا، ثلاث إخوة وأختا، وأنهم جميعا على قيد الحياة. وضع أمامي 368 صفحة من حياتي تحوي على رسائل وصور وبطاقات أعياد ميلاد، ثم أخبرني أن اسم عائلتي سيتم تغييره إلى عائلة أمي]
ولقد أدان تقرير (أعيدوهم إلى منازلهم) سياسة قطع صلة الأطفال بتاريخهم الثقافي. قال أحد الشهود للّجنة المكلفة: [أمتلك كل الأشياء المتوقعة منطقيا: بيئة منزلية جيدة، تعليم، والكثير من الأشياء الأخرى، لكنها أشياء مادية. إلا أن الأشياء الغير مادية هي التي تنقصني، فلم يكن لدي أصول وكأنني جئت من أي مكان، وها انا ذا].
من ناحية أخرى، فبعض السكان الأصليين لا يدينون تصرف الحكومة السابق معهم، فهم يرون في ذلك توفير فرص تعليم وعمل لأبنائهم وفقا لشهادة أحد السكان الأصليين: [أعتقد بأن الحكومة لم تقصد الأمر ليكون سيئا ولكن أمهاتنا لم يعاملن على أنهن يملكن أي مشاعر، من يستطيع أن يتصور ماذا يمكن أن تمر فيه الأم وقتها؟ لكن يجب عليك ان تتعلم لكي يغفر لك، وضعوني في سكن الإرسالية عندما كنت في الثامنة والتاسعة من عمري، لقد بكيت لليلتين متتاليتين، بعد ذلك أيقنت أنني على حق مع بقية الأولاد، فنحن لسنا سارقين، عائلتنا كانت على نظام جيد، أو أفضل مما عليه الآن على الأقل، فلقد كان جيلنا يعرف القراءة والكتابة على نحو جيد].

## الجدل التاريخي حول قضية الأجيال المسروقة
على الرغم من النتائج المطولة والمفصلة المبينة في تقرير (العودة بهم إلى الوطن)، نوقشت طبيعة ومحتوى النفي الموثقة في التقرير داخل أستراليا، وقد شكك بعض المعلقين في النتائج التي توصل إليها، مؤكدا بأن (قضية الأجيال المسروقة) مبالغ فيها. وقد ذكر (السير رونالد ويلسون - الرئيس السابق لحقوق الإنسان ولجنة تكافؤ الفرص ومفوضا في لجنة التحقيق) أنه لا أحد من أكثر من 500شاهد الذين مثلوا أمام لجنة التحقيق استجوبوا، وكان هذا الفشل في الإستجواب أساس النقد ل (الأنثربولي رون برونتون)، وكذلك لـيمين الوسط (حزب الحكومة الليبرالي الإتحادي) الذي كان في السلطة في ذلك الوقت الذي تم تسليم التقرير فيه بتكليف من (حكومة حزب العمل) السابقة.
وقد شككت الحكومة الإتحادية الأسترالية تصرف اللجنة التي أصدرت التقرير محتجة بأن اللجنة فشلت للغاية في تقييم واختبار المطالبات التي على أساسها كتب التقرير وفشلت في التميز بين أولئك الذين انفصلوا عن أسرهم مع أو دون الموافقة، ومع أودون سبب وجيه. ولم يرتفع فقط عدد الأطفال الذي تم أخذهم من عائلتهم وا ستجوبوا (كثيرا ما يقتبس النقاد التقدير 10% والتي يقولون أنها لا تشكل جيلا)، لكنهم قصدوا آثار سياسة الحكومة.
في عام 2009 نشر (كيث ويندشوتلي) كتاب من 656صفحة يدرس من خلالها مطالبات مقال (الأجيال المسروقة - تلفيق تاريخ السكان الأصليين، المجلد الثالث، 1882-2008, صحف ماكليي)، واستخلص من تحليله المفصل للأدلة الأرشيفية أنه ليس فقط تهمة الإبادة الجماعية لا مبرر له، لكن أيضا مصطلح الأجيال المسروقة، فإبعاد أطفال السكان الأصليين من أسرهم لم تكن أبدا بغية وضع حد لكونهم أصليين، بل كانت لخدمة أي سياسة أو برنامج حكومي غير لائق.
كانت عمليات الإبعاد في القرن الحادي والعشرين للأعداد القليلة من الأطفال الأصليين تقريبا استنادا إلى المفاهيم التقليدية لرعاية الأطفال، فقام ويندشتلي بوضع الكتاب كاملا على الإنترنت بالإضافة إلى مواد أخرى.
ويعتبر بعض الصحافيين المحاورين مثل (اندريو بولت) الأجيال المسروقة غير عقلانية، أو أنها نظرية، وأنه لم يكن هناك سياسة في أي ولاية أو مقاطعة في أي وقت للإبعاد المنظم للأطفال البدائيين المهجنين، وقد اسندت أستاذ السياسة في جامعة لوس أنجلوس (تروب كارل روبرت) أن فشل بولت في معالجة الثروة الوثائقية والأدلة القولية يدل على وجود (الأجيال المسروقة)، في حالة واضحة من النكرانية التاريخية، وقد جادل بولت بأن مفتاح قضية المناقشة بشأن وجود الأجيال المسروقة هو تحديد أشخاص معينين كمن سرقوا؛ وذلك أن الأمر سيتطلب إثبات أن الأطفال قد سرقوا بمثل هذه الأرقام؛ ما يبرر استنتاج وجود سياسة للقيام بذلك، بدلا اعتبارها إنحرافات. وقال مشككون آخرون بأن وجود مثل سياسة إزالة الطفل تتطلب أن تكون الظروف المحيطة بإزالة هؤلاء الأطفال تخضع لمعيار التدقيق الموجودة في محكمة القانون، أو معايير تحقق مماثلة، وأن حقيقة أنهم سرقوا ولم يتخلى عنهم، أو أزيلوا لأسباب هي حقيقة مشروعة، فالعديد من الوثائق في محفوظات الدولة تفصل السياسات والأحداث التي تأتي تحت مصطلح (الأجيال المسوقة).
في نيسان/أبريل من عام2000م أثير الجدل عندما قدّم وزير شؤون السكان الأصلييين آنذاك إلى حكومة هوارد المحافظ (جون هيرون) تقريرا في البرلمان الأسترالي الذي يشكك ما إذا كان هناك جيلا مسروقا أم لا، وأن ما نسبته 10%فقط من أطفال السكان الأصليين لا تشكل جيلا بأكمله.لاقى التقرير اهتمام وسائل الإعلام وقامت احتجاجات. فاعتذر الدكتور هيرون عن الإهانة المفهومة التي أخذت عليه من بعض الناس نتيجة تعليقاته، على الرغم من أنه رفض أن يغير التقرير الذي طرحه.
كان المؤرخ (بيتر رييد) أول من استخدم مصطلح (الجيل)، وقد ذكره (كارل روبرت) عندما أشار إلى جيل الحرب العالمية الأولى الذي مات حينها، فنحن لا نعني 5% أو90% من الشباب، ولكن نستخدمه كاستعارة لتجربة جماعية، وبطريقة مماثلة يستخدم مجتمع السكان الأصليين هذا المصطلح لوصف معاناتهم الجماعية.

## مناقشة الإبادة الجماعية
ادعى بعض المعلقين كـ (السير رونالد ويلسون) أن الأجيال المسروقة لم تكن شيء أقل من حالة من حالات الإبادة الجماعية، وذلك بسب الإعتقاد السائد آنذاك بأن تلك السياسة كانت السبب في موت كثير من السكان الأصليين. وأنكرت الحكومة الأسترالية في تقريرها الثاني عشر للجنة الأمم المتحدة حول القضاء على التمييز العنصري، وأن هذا كان خرقا لاتفاقية الأمم المتحدة المتعلقة بمنع ومعاقبة جريمة الإبادة الجماعية.
ويجادل (روبرت كارل) بأن الآراء المعرب عنها من البيروقراطيين في الحكومة (أنطونيو اونوراتي ونيفيل) لدمج السكان البيض في سياق الشعوب الأصلية عن طريق التربية خارج اللون أنتج في النهاية الكيان السابق المنسي، وتحمل أوجه التشابه القوية إلى وجهات نظر النازيين في ألمانيا (ظهرت في الثلاثينات من القرن الماضي). وقد وضح بأنه وعلى الرغم من أن مصطلح الإبادة الجماعية لم يضم إلى اللغة الإنجليزية بعد، فإن سياسات نيفللي والآخرون التي وصفت من قبل بعض المعاصرين بسياسة الموت والتكاثر أعطت تحديدا لمقصادهم المرادة، ومع ذلك، يذكر أن الآن الأكاديميين واضعي تقرير (العودة بهم إلى الوطن) كانوا مخطئي القول في أن السلطات الأسترالية ارتكبت جريمة الإبادة الجماعية عن طريق إزالة أطفال السكان الأصليين من أسرهم، لأن الاستيعباد أبدا لم يعتبر في القانون كمكافئ للإبادة الجماعية.
ويدعي المؤرخ الأسترالي المحافظ (كيث ويندشوتلي) أن الإبادة الجماعية لم تحدث في أي وقت مضى في أستراليا. بل كانت هناك محاولات بغيضة إلى تكاثر السكان الأصليين في أستراليا الغربية والإقليم الشمالي، ولكنه يقول بأن تلك السياسات ركزت على التزاوج، لا إزالة الأطفال، وقد تقوضت بسخافة البيروقراطيين المتورطين.
أما (بول بارتروب - المشارك في تأليف قاموس الإبادة الجماعية مع الباحث الأمريكي صمويل توتين) فقد رفض استخدام كلمة الإبادة الجماعية لوصف التاريخ الاستعماري الأسترالي بشكل عام، ولكنه يقول بأن استخدام المصطلح الأجيال المسروقة يمكن أن يستمر بطريقة نسبية، وقال الدكتور (بارتروب - الذي كتب الدخول في القاموس المعنون لأستراليا والإبادة الجماعية) أنه استخدم اتفاقية الأمم المتحدة عام 1948م لمنع ومعاقبة جريمة الإبادة الجماعية، كما استشهد رونالد ويلسون بتقريره (العودة بهم إلى الوطن) لعام 1997م كمعيار لاستخدام مصطلح الإبادة الجماعية.
يناقش المؤرخ (إنغا كليندينين) على أن مصطلح الإبادة الجماعية يتوقف على مسألة التعمد، فيقول: [ليس هناك كثير من الشك في أن تلك العروض القاتلة العظيمة التي كانت عادة ما تسمى بالإبادة الجماعية كانت مقصودة ومتعمدة، وإنها دائما ما تكون غامضة جدا].

## الإعتراف والوعي الإجتماعي
المؤرخ (بيتر رييد - كان وقتها في الجامعة الأسترالية الوطنية) هو أول من استخدم التركيب (الأجيال المسروقة)، كان أول استخدامه لهذا التركيب كعنوان لمقالة نشرها في مجلة، ثم أتبعها بكتابه (الأجيال المسروقة The Stolen Generations) في 1981م، وبدأ الوعي بالأجيال المسروقة، والممارسات التي خلقها بالدخول على الساحة العامة على نطاق واسع في أواخر الثمانينيات من خلال الجهود التي يبذلها السكان الأصليون، والنشطاء البيض من الفنانون والموسيقيون (أحاط الأطفال بعيدا لـ آرشي روتش والقلب الميت لـ ميدنايت اويل) كأمثلة للنوع الأخير. وأدى الاهتمام الكبير من قبل الشعب إلى تسليط أضواء الإعلام على جميع المسائل المتعلقة بالسكان الأصليين، وسكان جزر مضيق تورس في أستراليا، وقد كانت (الأجيال المسروقة) من أبرزها.
في أوائل عام 1995م قام (روب رايلي) من خدمة السكان الأصليين القانونية نشر القصة التي استرعت انتباه العامة من تأثير سياسات الحكومة الماضية التي شهدت آلافا من أطفال السكان الأصليين ينتزعون من عائلاتهم ويربون في البعثات ودور الأيتام ودور الحضانة.
بدأت اللجنة الوطنية لحقوق الإنسان وتكافؤ الفرص التحقيق في قضية الفصل بين أطفال السكان الأصليين، وسكان جزر مضيق تورس من أسرهم في أيار 1995م، برئاسة رئيسها (السير رونالد ويلسون)، و(ميك دودسون - مفوض العدل الأجتماعي للسكان الأصليين وسكان جزر مضيق توريس في لجنة حقوق الإنسان وتكافؤ الفرص) (أتش.أر.إي.أو.سي). خلال 17 شهرا التي تلت ذلك، زار المحققين كل ولاية وإقليم في أستراليا، واستمعوا لشهادة 535شخصا من السكان الأصليين الأستراليين، وتلقوا الأدلة المقدمة من أكثر من 600 شخص. وفي أبريل 1997م تم إطلاق سراح تقرير (أعيدوهم إلى منازلهم) رسميا.
بين التكليف بإجراء (التحقيق الوطني) والإفراج عن التقرير النهائي في عام 1997، حلت حكومة المحافظ (جون هاورد) محل حكومة كيتنغ. ونقلت الصحيفة عن هاورد قوله: [هذا الجيل من الأستراليين يجب أن لا يطالب بقبول الذنب وتلقي اللوم على السياسات والأفعال الماضية].
وكانت نتيجة التقرير أن قدمت اعتذارات رسمية، وتم تمريرها في برلمانات دولة فكتوريا، وجنوب أستراليا، وولاية نيو ساوث ويلز، وأيضا في برلمان الإقليم الشمالي. عقد أول يوم وطني للاعتذار في 26 مايو 1998م، حيث تم عقد أحداث مصالحة على الصعيد الوطني، وحضر أكثر من مليون شخص. ومع استمرار زيادة ضغط الرأي العام، صاغ هوارد اقتراحا كان مفاده: [أسفنا العميق والصادق إزاء إنتزاع أطفال السكان الأصليين من آبائهم] الذي أقره البرلمان الإتحادي في آب/أغسطس 1999م، ومضى هوارد إلى القول أن الجيل المسروق يمثل أكثر الفصول تلطيخا بالاستشهادات في تاريخ هذا البلد.
في تموز/يوليه 2000م، جاءت قضية (الجيل المسروق) أمام لجنة الأمم المتحدة لحقوق الإنسان في جنيف، والتي انتقدت بشدة حكومة هوارد لطريقته في محاولة لحل المسائل المتصلة بالجيل المسروق. اختتمت لجنة الأمم المتحدة المعنية بالقضاء على التمييز العنصري مناقشته تقرير أستراليا الثاني عشر بالاعتراف بـ (التدابير المتخذة لتسهيل جمع شمل الأسر وتحسين خدمات الإرشاد والدعم الأسري للضحايا)، ولكنها أعربت عن قلقها أن حكومة الكومنولث لا تدعم تقديم اعتذار رسمي، وتعتبر توفير التعويضات المادية غير مناسبة لهؤلاء الذين تم إخضاعهم للإبعاد القسري الغير مبرر، على أساس أن مثل هذه الممارسات صدرت بأمر قانوني في ذلك الوقت، وكانت تهدف إلى مساعدة الناس المتضررين. وأوصت [أن حزب الدولة يقرر الحاجة إلى معالجة الضرر الإستثنائي على نحو مناسب والذي لحق بسبب هذه الممارسات التمييزية العنصرية].
أعاد الإعلام العالمي الاهتمام لقضية الأجيال المسروقة خلال أولمبياد سيدني عام 2000م. وأنشئت مدينة خيمة السكان الأصليين الكبيرة على أساس جامعة سيدني للفت الإنتباه إلى قضايا السكان الأصليين بشكل عام، وكشفت الرياضية (كاثي فريمان - تم اختيارها لإضاءة الشعلة الأولمبية وفازت بالميدالية الذهبية لسباق 400 متر) التي تنتمي إلى السكان الأصليين في المقابلات أن جدتها كانت ضحية من ضحايا الترحيل القسري، حصل فريق الروك الناجح دوليا (ميدنايت أويل) على إهتمام وسائل الإعلام في جميع أنحاء العالم عندما أتوا في الحفل الختامي للأولمبياد مرتدين سترات مكتوب عليها كلمة (آسف).
قبل أولمبياد سيدني تم بث (موكمنتري - فيلم وثائقي مبني على الخيال) اسمة الألعاب على شاشة تلفزيون (قناة أي بي سي) صنع (جون هوارد) تسجيلا للإصدار الدولي في الحلقة المعروضة في 3 يوليه 2000م للإصدار الدولي اعتذارا إلى الجيل المسروق، ظاهريا باسم الشعب الأسترالي.
في عام 2000م، لخص (فيليب نايتلي) كتاب (الأجيال المسروقة) في ظل هذه الشروط، فالحكومة الأسترالية وبكل تاكيد قد اختطفت الأطفال فعلا من أسرهم كنوع من السياسة، وكان موظفوا الرعاية المدعومين من الدولة ينزلون على مخيمات السكان الأصليين ويحاصرون الأطفال ثم ياخذون الأفتح بشرة منهم ويحشرونهم في الشاحنات ويذهبون بهم بعيدا، ولو احتج آبائهم لكانوا محتجزين عند شرطة الخليج.

## اعتذار البرلمان الاتحادي الأسترالي
في 11 ديسمبر 2007م، أعلن رئيس الوزراء المعين حديثا (كيفن رود) أنه سيتم تقديم اعتذار للسكان الأصليين، وصياغة الخطاب ستقرر بالتشاور مع قادتهم في 27 يناير 2008م، وأعلن رود أن الاعتذار سيكون خلال أو بعد أول يوم للبرلمان بقليل في كانبيرا 12 فبراير، بعد ذلك حدد بتاريخ 13 فبراير عندما صدر أخيرا.

## أمثلة على الاعتذار المقترح
منذ أكثر من عقد، ومنذ أن استلم رئيس الوزراء (جون هاورد) تقرير (أعيدوهم إلى منازلهم) المتعلق بالفصل القسري لأطفال السكان الأصليين وأطفال توريس ستريت آيلاندر، بدأ وأعوانه بائتلاف المحافظين، ولا يزالون يرفضون جميع مطالبات تقديم اعتذار رسمي من قلب الدولة لهؤلاء الأطفال، بالرغم من أن حزبه المحافظ قد أعلن أنهم نادمون شخصيا على ما وراء ذلك من نتائج لهذه السياسة، وكانت أهم أسباب رفض تقديم الاعتذار هو أن الاعتذار قد يفهم منه بالخطا المتعمد من قبل الدولة، وقد لا يعكس النوايا الحقيقية لهذه السياسة التي كانت تهدف إلى حماية هؤلاء الأطفال، وهذا يعني أن الحكومة قد تتحمل جميع التبعات القانونية، إذا يعتبر الاعتذار اعترافا ضمنيا بالخطأ المتعمد.
وقد تسبب إعلان الاعتذار الرسمي من قبل رئيس الوزراء المنتمي لحزب العمال في حدث انشقاق في صفوف الحزب، والذي أعلن قائده (برندن نيسلون) مسبقا أن أي اعتذار قد يشجع على نشوء ثقافة الإحساس بالذنب في أستراليا. إلى أن بعض أهم شخصيات اللبراليين دعموا هذا الاعتذار من أمثال: مالكوم تيرنبيل، بيتر كوستيلو، بيل هفرنان، ومالكوم فريزر- رئيس الوزراء السابق من حوب الليبرالي، وقالت الوزيرة الليبرالية السابقة جودي مويلان: [أعتقد أننا كأمة ندين لهم باعتذار يجب ألا نعتبره اعتذارا فرديا، فهو اعتذار من قبل الأمة لأن من قام بتلك الأمور كانت الحكومة]، نيلسون بنفسه أعلن لاحقا أنه مؤيد للاعتذار.
بعد اجتماع للحزب، أعرب الحزب الليبرالي ككل دعمه للاعتذار الذي حقق بذلك إجماع الحزبين الجمهوري والديمقراطي، صرح (بريندان نيلسون): [أنني ونيابة عن ائتلاف الحكومة البديلة الأسترالية، نقر من حيث المبدأ دعم تقديم اعتذار رسمي للأجيال التي تعرضت للإبعاد القسري من أطفال السكان الأصليين].
وعبرت (لين أوستن- رئيسة فيكتوريا للأجيال المسروقة) عن اعتقادها بضرورة تقديم الاعتذار الرسمي، مشيرة إلى تجربتها الشخصية كأحد هؤلاء الأطفال المسروقين.
أعتقدت أني كنت محتلا لبضعة أيام فقط، أستطيع تذكر والدتي وهي واقفة في الجانب الآخر من الشارع واضعة رأسها بين يديها تبكي، وأنا داخل سيارة FJ Holder السوداء أتسائل لماذا هي حزينة، بضع مئات من الكلمات لن تصلح ذلك، ولكنها انطلاقة مهمة، وهي البداية. أرى نفسي كطفلة صغيرة، أبكي في الليل حتى أنام، أبكي وأتمنى لو أستطيع العودة إلى دياري وعائلتي. كل شيء ضائع، فقدان حضارتك، فقدان عائلتك، كل هذه الأشياء كان لها تأثير كبير.
نص الاعتذار لم يشر إلى التعويضات إلى الناس البدائية جميعهم ولا لأعضاء الأجيال المسروقة تحديدا.

## رسالة اعتذار
في 9:30 صباحا من 13 فبراير 2008م، قدم (كيفن رود) الاعتذار للأستراليين الأصليين، وأقترح أن يتم التصويت عليه من قبل مجلس النواب. كان شكل الاعتذار على النحو التالي: [اليوم نشرف الشعوب الأصلية لهذه الأرض، أقدم الحضارات المستمرة في تاريخ البشرية، نحن نفكر في ماضي سوء المعاملة، نحن نفكر تحديدا في المعاملة السيئة لأولئك الذين كانوا أجيالا مسروقين، في هذا الفصل المشوّه على صعيد تاريخنا الوطني.
لقد حان الوقت للشعب أن يفتح صفحة جديدة، صفحة جديدة في تاريخ أستراليا نحو تصحيح أخطاء الماضي، والمضي قدما بكامل الثقة نحو المستقبل. نحن نعتذر عن القوانين وسياسات البرلمانات المتعاقبة والحكومات التي ألحقت بالغ الحزن والمعاناة والخسائر لزملائنا الأستراليين، نعتذر خصوصا للسكان الأصليين وسكان جزر المضيق لإبعاد الأطفال عن أسرهم ومجتمعاتهم وبلادهم في سبيل الألم والمعاناة والجرح لأولئك الأجيال المسروقة، لأبنائهم ولعوائلهم الذين تركوا من وراءهم، نقول لكم آسف. إلى الأمهات والآباء، إلى الإخوة والأخوات، إلى الأسر والمجتمعات المتفككة، نحن نقول آسف. ومن أجل الإهانة والذل الذي لحق بشعب أبيّ وثقافة أبيّة، نقول نحن آسفون.
نحن البرلمان الأسترالي نطلب بكل احترام أن يستقبل هذا الاعتذار بروح تساعد في استعادة العافية لهذه الأمة، في المستقبل يجب أن نستجمع قوانا؛ وحل ذلك أن تكتب هذه الصفحة الجديدة لتاريخ قارتنا العظيمة. نحن اليوم نأخذ هذه الخطوة الأولى عن طريق الإعتراف بالماضي وترتيب إدّعاء يشمل جميع الإستراليين.
المستقبل حيث هذا البرلمان يقرر أن ما حدث من ظلم في الماضي لا يجب أن يكرر حدوثه بتاتا، المستقبل حيث يمكننا تسخير عزيمة جميع الأستراليين، والسكان الأصليين وغير الأصليين؛ لسد الفجوة التي تقع بيننا في متوسط العمر المتوقع والتحصيل التعليمي والفرص الاقتصادية. المستقبل حيث نحتضن إمكانية إيجاد حلول جديدة للمشاكل التي فشل النهج القديم في حلها. مستقبل مبني على الاحترام المتبادل، والعزم المتبادل والمسؤولية المتبادلة مستقبل حيث كل الأستراليين، مهما كانت أصولهم، شركاء متساويين، بفرص متساوية، ركيزة متساوية في تكوين الفصل القادم من تاريخ هذه الدولة العظيمة أستراليا].
أتبع رود الاعتذار بخطاب من20 دقيقة إلى مجلس النواب حول الحاجة إلى الاعتذار، والتي حظيت بالثناء على نطاق واسع بين عامة السكان الأستراليين الأصليين وغير الأصليين .

## زعيم المعارضة البرلماني رد وتفاعل
زعيم المعارضة (بريندان نيلسون) أيضا ألقى خطاب لمدة 20 دقيقة، الذي أظهر فيه تأييده للاعتذار، ويبدو أن في خطاب نيسلون إشارة إلى وكيل الشرطة لرعاية الأطفال في المجتمع البدائي، وكذلك الأمراض الإجتماعية المفسدة لحياة الأستراليين القدامى .
وبكل شجاعة، كشفت (أليس روجر- المدعي العام لأليس سبرنجر كرواون) للناس في عام 2006م قضية فتاة في الرابعة من عمرها تم اغتضابها وإغراقها من قبل أحد المراهقين المتعاطين للمخدرات، وقد أخبرتنا بطفلين أحدهم رضيع أعتدي عليهم جنسيا من قبل اثنين من الرجال بينما كانت أمهاتهم موقوفات بسبب الكحول، الطفل الأخر طعنه رجل حاول قتل أمه.
وقد استخدمت هذه الحوادث لتبرير إدخال تشريعات مثيرة للجدل من قبل حكومة الليبراليين السابقة التي سببت الكثير من الضرر للمجتمعات السكان الأصليين منذ منتصف القرن التاسع عشر، بل إن هذه الحكومة هي التي أدت إلى إيجاد مشكلة الأجيال المسروقة في أول المطاف عن طريق تضمين هذه الإشارات، شعر كثيرون أن نيلسون استخدام خطابه لتقديم تبرير أخلاقي للفظائع الماضية، وفي الوقت نفسه يبرر السياسة الحالية المتحيزة، ولقد كانت الاستجابة لخطاب نيسلون درامية، فقد كان الناس يشاهدون رد نيلسون احتجاجا على الصعيد الوطني.
أدار آلاف من الجمهور ظهورهم لشاشات العرض التي كانت تعرض خطابا لنيلسون في ميلبون وكانبيرا، ورفع الناس صيحات الاستهجان في بيرث حتى أغلقت الشاشات، أما بالنسبة للحضور في قاعة اجتماعات البرلمان فقد هدا تصفيقهم، ثم أداروا ظهورهم أخيرا وخرجوا من القاعة، كذلك كان المشهد في سيدني وغيرها.
و بعد الحفل، أقر مجلس النواب الاقتراح بالإجماع، رغم أن بعض أعضاء المعارضة امتنعوا عن حضور الجلسة احتجاجا على تقديم الاعتذار.

## المجلس الأعلى للرأي (مجلس الشورى)
لاحقا في ذلك اليوم، مذكرة اعتذار تحمل ذات العبارات، التي تم النظر فيها في مجلس العموم، حاول (النائب بوب براون- زعيم الخضر) تعديل المذكرة بحيث تحوي على وعود بدفع تعويضات مالية لمن عانوا في الماضي من السكان الأصليين من هذه السياسة، لكن تم الإعتراض عليه من قبل جميع الأحزاب المعارضة، وقد نجحت الحركة الأصيلة بالإجماع.

## ذكر القضية في أوبرا (صيف البقان)
تم عرض الجزء الأخير من أوبرا (صيف البقان لـ ديبورا شيذام)، والتي عرضت لأول مرة في أكتوبر 2010م، في ساحة الاتحاد بميلبورن، في نفس اليوم الموافق لاعتذار كيفن رود، كما تم اقتباس أجزاء من خطبته في الأوبرا، لأول مرة في موروبنا في أكتوبر 2001م، في ساحة الاتحاد، في ملبورن، في يوم اعتذار كيفين رود، ونقلت بعض كلماته.

## الوضع القانوني والتعويض
الظروف القانونية المتعلقة بالأجيال المسروقة لا تزال غير واضحة، وعلى الرغم من وجود بعض المطالب بالتعويضات والتي لاتزال معلقة، إلا أنه من غير الممكن أن يحكم القضاء للمدعين فقط لأنهم كانوا مبعدين، وذلك لأنه في ذلك الوقت، كان قرار الإبعاد صادرا من القضاء الأسترالي نفسه. نص كلا من الفيدرالية الأسترالية وحكومات الولايات وقانون النظام الأساسي واللوائح المرتبطة على إبعاد الأطفال من أسرهم الأصلية ومجتمعاتهم ذات الأعراق المختلطة، وينطبق ذلك على كل من تظهر ملامحه أنه ينتمي إلى هذه الجماعات.
من غير المتوقع أن يكون للاعتذار أي تأثير قانوني على دعاوى التعويضات.

## الحالات
- كوبيلو وجنر: خسرت قضايا كلا من كوبيلو وجنر في المحكمة الفيدرالية الأسترالية، وذكر القاضي موريس لوين والذي كان مشرفا على تلك القضية أن رفض إعطاء التعويضات لم يكن له علاقة بقضية الأجيال المسروقة، إلا أن المحكمة لم تجد في هاتين القضيتين الأدلة الكافية لإدانة موظفي الدولة قانونيا. ولقد أظهرت التحقيقات أن كوبيلو أبعدت وهي في عمر الثامنة أثناء وجودها في المحطة في عام 1974م، عندما توفت والدتها وجدتها واختفى والدها جنر كما ظهر في التحقيقات، وتم إرساله إلى أليس سبرنج للتعليم بموافقة من والدته.
- بروس ترفورو: في 1 أغسطس 2007م، وبقرار من المحكمة العليا في أستراليا بإشراف القاضي توماس جراي، تم تعويض بروس تريفورالذي كان من الأجيال المسروقة بمبلغ 775.000 دولار، وقد أعلنت الحكومة الأسترالية موافقتها على دفع التعويضات لتريفورو، ولكنها في نفس الوقت طالبت بإعادة النظر في القضية لدى المحكمة العليا لتوضيح نتائج المحاكمة المتعلقة بالقاونين والحقائق.
ولم يمض الكثير من الوقت حتى احتفل تريفورو بانتصاره في القضية بعد أقل من عام، لكنه توفي في مدينة فيكتوريا في 20 يونيو 2008م، في عمر يناهز 51عاما.
وقد نشرت صحيفة (ذا وست أستريليان) خبر وفاته كما يلي: [تم إبعاد السيد تريفورو عن والدته في ديسمبر 1957م بعد إصابته بالتهاب في المعدة، ودخوله مستشفى أديل أيد للأطفال على اإثر ذلك، بعد أكثر من ستة أشهر راسلت أمه مجلس حماية السكان الأصليين الذي قام بتبنيه تسألهم متى يمكنها استعادة ابنها قائلة: [أنا اكتب لأسأل إن كان بالإمكان أن تخبرني كيف حال بروس وكم تبقى من الوقت كي استعيده؟]، كتبت في يوليو 1958م: [لم أنسَ أن لدي طفل هناك]. أخبرت المحكمة بأن المجلس قد خدعها وكتب إليها أن ابنها يتحسن تدريجيا ولكن الأطباء يفضلون بقائه للعلاج.
أندرو بولت الذي يعمل في جريدة (هيرلد سن) صرح قائلا: [كما حكمت جراي، ربما كانت السيدة أقنس حسنة النية، ولكن كان يدرك جيدا، أو كان يجب أن يعلم بأن إبعاد المدعي عن عائلته، ووضعه لدى عائلة ديفيس كان مخالفا للسلطة القانونية. شكرا جراي فبسبب هذا التصرف الغير قانوني استحق بروس تريفورو دفع التعويضات].
(لمزيد من التفاصيل حول قوائم وتفسيرات قوانين أستراليا الجنوبية بشأن السكان الأصليين راجع تقرير (أعيدوهم إلى منازلهم) الملحق السادس)

## الأفلام والكتب
- لاوسي ليتل ونصف الشلن: كان الفيلم الوثائقي الذي أنتج عام 1983م أول فيلم للتعامل مع الأجيال المسروقة. إن هذا الفلم الذي أخرجه وأنتجه (إليك مورغان) فاز بعدة جوائز عالمية وأسترالية على الرغم من ذلك، استغرق الأمر عامين لإقناع الحكومة التي تدير هيئة الإذاعة والتلفزيون بعرضه في المؤسسات التعليمية الآن بسعر قياسي، وكان له تأثير كبير، بما في ذلك اعتذار رئيس الوزراء الأسترالي إلى الأجيال المسروقة، بعد أكثر من ربع قرن بعد صدور الفيلم.
- فيلم oranges and sunshine تدور أحداث الفيلم حول امرأة عاملة في نوتنجهام اكتشفت واحدة من أهم وأخطر الفضائح الاجتماعية (الترحيل الإجباري للأطفال من بريطانيا) في تلك الفترة، كما واجهت صعوبات كثيرة لجمع شمل آلاف العائلات، لفتت انتباه مارجريت السلطات والعالم بأسره لتلك القضية الخطيرة، والانتهاكات المروعة التي تعرض لها الأطفال.
- السياج المحصن ضد الأرانب: قصة الفيلم الأسترالي Rabbit-Proof fence مأخوذة من كتاب Follow the Rabbit-Proof Fence للمؤلفة (دوريس بيلكينجتون قاريمارا). الفيلم من إخراج فيليب نويس، وقد أنتج عام 2002م. يحكي الفيلم قصة أم المؤلفة وفتاتان من السكان الأصليين ذوي العرق المختلط اللاتي هربن من مستوطنة نهرمور المحلية (الواقعة شمال بيرث)، من أجل العودة لعائلاتهن من خلال تتبعهن لسياج محصن ضد الأرانب. في مقابلة لاحقة مع (قناة ABC)، أشارت دوريس إلى قصة أبعادها من أمها وهي بعمر الثلاث أو الأربع سنوات، ووصولها إلى المستوطنة عام 1932م، فلم يلتم شملها مع أمها إلا عندما بلغت الخامسة والعشرين، وكانت تعتقد حتى ذلك الوقت، أن أمها تخلت عنها عندما التم شملهم، لم تكن دوريس قادرة على التحدث بلغتها الأم، وقد قيل لها أن ثقافة السكان الأصليين ثقافة رديئة وخبيثة.
- أستراليا: فيلم باز لورمان أستراليا 2008م. بطولة نيكول كيدمان وهيو جاكمان. الذي يناقش الأجيال المسروقة
- الفيلم الوثائقي كانيني: بوب راندل، الشخصية الرئيسية لفيلم كنيني لميلاني هوغان، هو أكبر قبيلة يانكونيتجارا سنا، وهو أحد مالكي يولورو القدامي. لقد أخذ من والدته عندما كان طفلا، وظل تحت تحفظ الحكومة له حتى بلغ من عمره 20 عاما، وقد اشتغل بأعمال مختلفة، منها النجارة، البورصة وصيد التماسيح. ساعد هوغان في تأسيس كلية أديلايد للمجتمع، وألقى محاضرات عن ثقافات سكان البلاد الأصليين، شغل منصب مدير دائرة شمال أستراليا للدعم القانوني، وأنشأ مراكز السكان الأصليين، وسكان جزر مضيق في الجامعة الوطنية الأسترالية، جامعة كانبيرا وجامعة ولونغونغ. حاز على لقب (الرجل الأول للسكان الأصليين) في عام 1999م، وأدخل اسمه في القاعة الموسيقية الشهيرة في الإقليم الشمالي في أغنيات مثل: (الطفل ذو البشرة الداكنة، الشمس الحمراء والقمر الأسود- عن مجزرة كونيستون). هو أيضا المؤلف لكتابين: كتاب سيرته الذاتية سونقمان، وكتاب الأطفال الصياد تيجي جينجي.
-جيسيكا: تحكي رواية (جسيكا) لبرايس كورتني قصة أحد القضايا التي عرضت على محكمة نيو ساوث ويلز ضد مجلس حماية السكان الاصليين؛ للطعن في قانون حماية السكان الأصليين الصادر عام 1909م، وذلك لمطالبتهم بإعادة طفلتين من دار كوتاموندا للفتيات إلى أمهاتهن الحقيقات.
- سالي مورجان: هي فنانة وكاتبة تعود أصولها إلى السكان الأصليين، كتبت عدة روايات وثقت فيها حياتها الشخصية، وحياة أفراد عائلتها، مصورة مدى تاثير الإبعاد القسري للأطفال على الأفراد، العوائل والمجتمعات، على الرغم من أن سالي ذاتها لم تكن من هؤلاء الأطفال المبعدين. كانت روايتها الأولى (مكاني) تتقصى تراث السكان الأصليين الذي انكرته عائلتها، مصرين على أنهم من أصول هندية رغبة منهم في الصراع على البقاء.
رواية مكاني منشروة عن دار نشر فرامنتل آرت سنتر، نشرت أول مرة عام 1987م (ردمك 1863682783).
قصة سالي (دار نشر فريمانتل أرتز سنتر، 1990), حررتها باربرا كير ويلسون.
مكاني للقراء الصغار (الجزء الأول. للأطفال) ردمك 0949206784.
قصة آرثور كورونا (ناركلينج للإنتاج، 1995) حررتها باربرا كير ويلسون.
مكاني للقراء الصغار (الجزء الثاني. للأطفال) ردمك0949206776.
الأم والابنة: قصة ديزي وقلادي كورونا (ناركلينج للإنتاج، 1994) من تحرير باربرا كير ويلسون.
مكاني للقراء الصغار (الجزء الثالث. للأطفال.) ردمك0949206792.
انامورقانيا، قصة جون ماكفي (ناركلينج للإنتاج، 1990) ردمك 0949206997.
- ستولين: ستولين عبارة عن مسرحية أسترالية من تأليف الكاتبة المسرحية جاين هاريسون، تروي قصة خمسة أشخاص من السكان الأصليين الذين تعاملوا مع قضايا الإزالة الجبرية من قبل الحكومة الأسترالية. رواية ستولين تروي قصة خيالية لخمسة أطفال من السكان الأصليين وهم ساندي وروبي وجيمي وآن وشيرلي، عاش ساندي حياته طريدا، لم يذق مطلقا طعم الاستقرار في بيت واحد، تتابع مسرحية المختطف رحلته في البحث عن مأوى، عن مكان لا يحتاج أن يبقى طول حياته مختبئا عن أنظار الدولة، حتى وإن كانوا قد توقفوا حاليا عن ملاحقته، يبحث عن مكان يمكن أن يعتبره وطنا بالنسبة له. أما روبي فقد أجبرت في العمل في إحدى المنازل منذ سن مبكرة، وكادت أن تفقد عقلها تحت الضغط الشديد من قبل الاسرة البيضاء التي تعمل لديها. إنها تنفق الكثير من وقتها لتتمتم على نفسها، بينما عائلتها تحاول مساعدتها للغاية. جيمي أخذ من والدته في سن مبكرة، ولكنها أمضت كامل حياتها في البحث عنه، جيمي أمضى الكثير من الوقت في السجن، وفي اليوم الذي خرج به أخبر عن بحث والدته عنه، وعندما أراد لقائها توفت وانتحر بعدها في حالة من الغضب. آنا أخذت من عائلتها ووضعت في بيت عائلة قوقازية، كانت في راحة مادية في ذلك المنزل، أسعد بكثير من بقية الشخصيات، ولكنها وقعت في مأزق كبير حين حاولت عائلتها الأصلية الإلتقاء بها. واخيرا أبعدت شيرلي عن أبويها كما أبعد أبنائها معها. ولم تشعر بالراحة والاطمئنان إلا عندما ولدت حفيدتها، ولم تنتزع منها.

## الارتباطات الخارجية